# ライフケアビークル

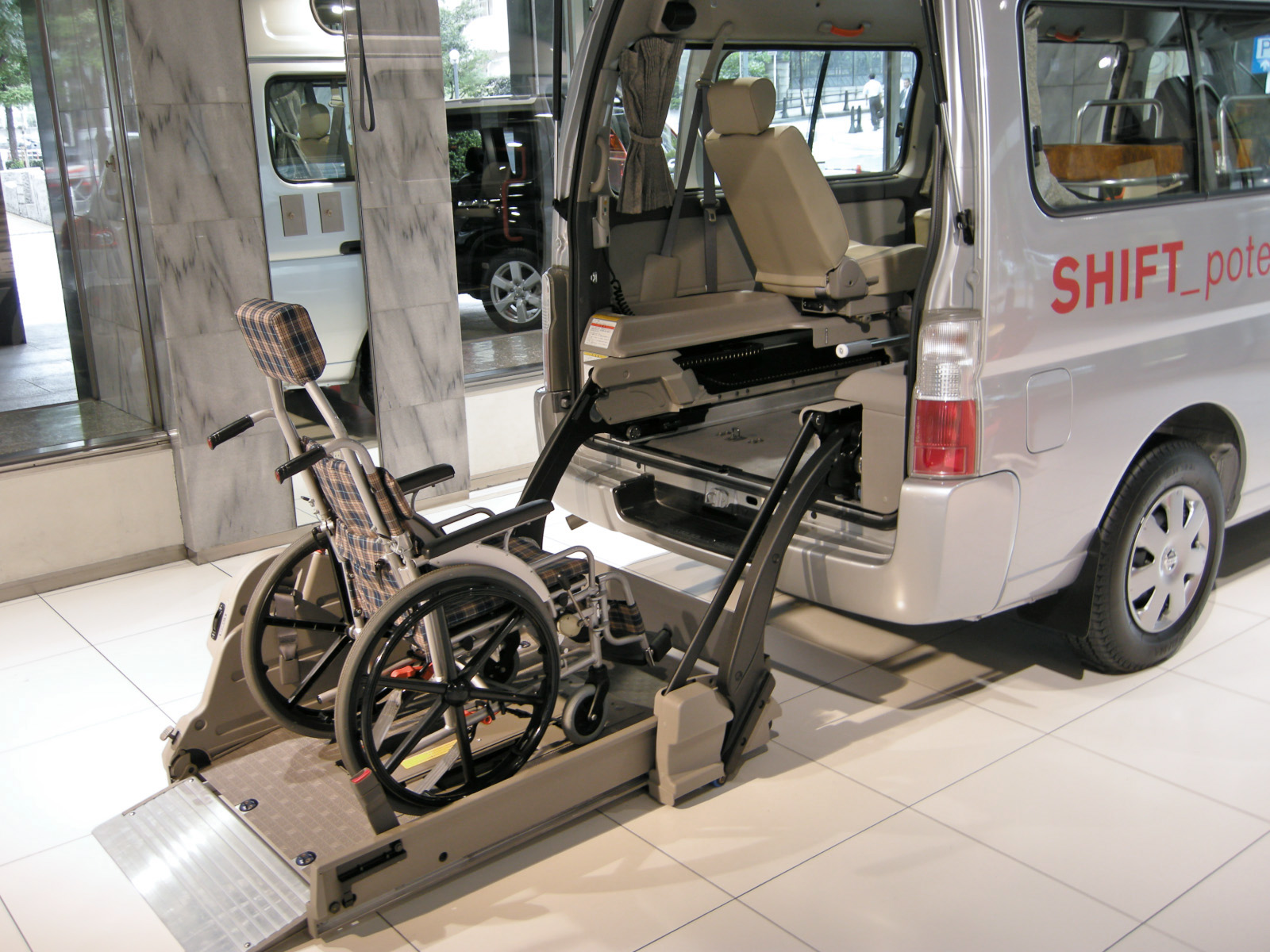
E25型キャラバン チェアキャブ（リフタータイプ）

ライフケアビークル（Life Care Vehicles、LV、LCV）は、日産自動車の福祉改造車両。日産モータースポーツ&カスタマイズ オーテック事業部（旧:オーテックジャパン）によって架装される。
SHIFT ワードはSHIFT_potentialであった。

## 概要

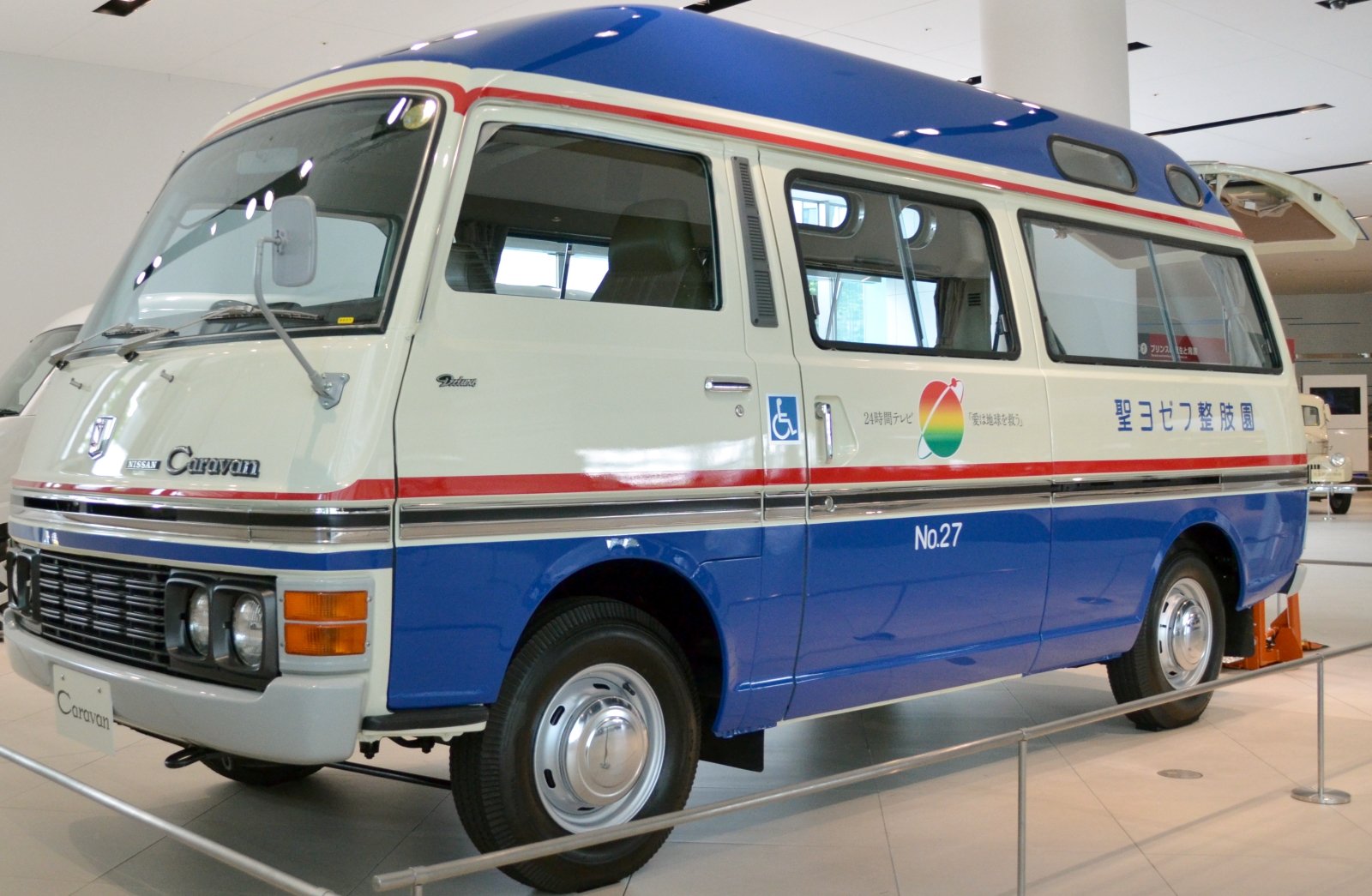
E20型キャラバン チェアキャブ
（第1回『24時間テレビ「愛は地球を救う」』寄贈車両、2015年にオーテックジャパンでレストア済）

通常の日産車をベースに、クルマへの乗り降りのサポートや、車いす使用者をクルマに乗車させるための装備を追加している。通常の日産車と同様に、日産自動車の販売店に展示されている。東京日産自動車販売のオーテックプラザ堀之内店および日産カレストの店舗には常時展示されている。LV認定店には試乗車も常備されている。
日本テレビが年に一回放送しているチャリティー番組『24時間テレビ 「愛は地球を救う」』では、日産自動車が1978年の第1回よりメインスポンサーとして募金活動に加えて福祉車両の寄贈も行っており、2022年までの45年間で計210台を寄贈している。なお、第1回で寄贈されたうちの1台は約20年間使用された後、2015年にオーテックジャパンでレストアされ、同番組関連のイベントでの展示車両として現存している。
送迎用に設計された仕様もあり、福祉目的（病院や福祉・介護施設への送迎）に限らず、ホテル・学童保育・習い事などの送迎にも活用可能となっており、10名又は14名乗車が可能で、巡回バスやシャトルバスとしての用途にも向く大型ワゴンやワゴン型マイクロバスもラインナップされている。
2022年4月1日にオーテックジャパンとニッサン・モータースポーツ・インターナショナルの統合によって日産モータースポーツ&カスタマイズが発足したことに伴い、同日以降は同社のオーテック事業部にて架装を行っている。

## 車種
ノートとセレナでは、e-POWER搭載モデルの設定もある。セレナ e-POWERはセカンドスライドアップシート、チェアキャブ スロープタイプ、ステップタイプに設定。

### アンシャンテ

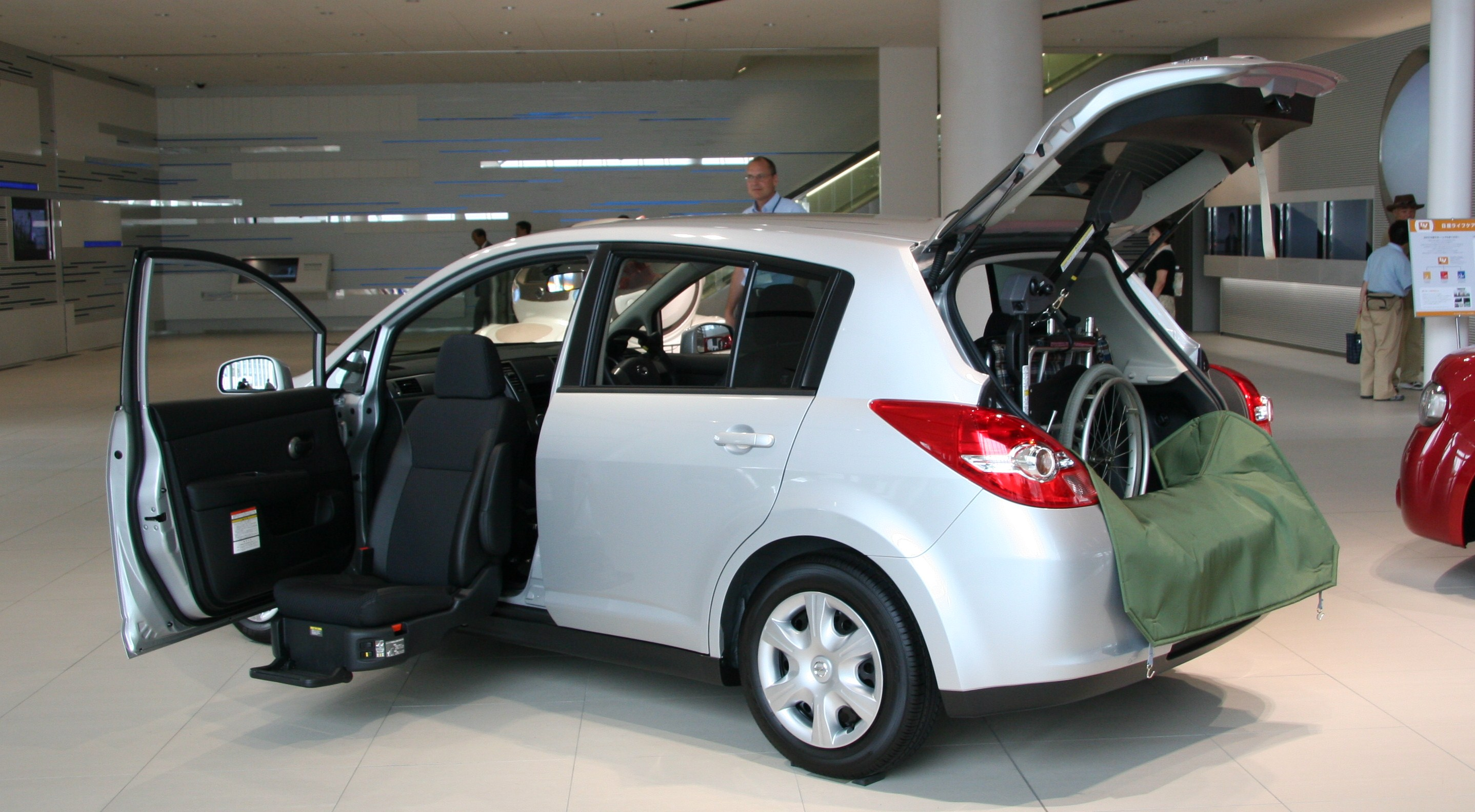
ティーダ アンシャンテ 助手席スライドアップシート

ステップタイプ
ステップを装備した仕様。車種によってステップの仕様が異なり、軽自動車のルークスは左側スライドドア連動型のオートステップを、ミニバンのエルグランドとセレナは助手席と左側スライドドアでの同時使用が可能で、使用しないときはサイドシル下側（ボディ下）に格納されるロングステップを採用し、暗い場所でも足元を照らすステップイルミネーションも装備される。
- ルークス オートステップ付車
- エルグランド ステップタイプ
- セレナ ステップタイプ

助手席回転シート
備え付けられたストラップを引いて手動で回転する機構を助手席に備えた仕様。
- ノート オーラ 助手席回転シート
- ノート 助手席回転シート

スライドアップシート
シートが電動で回転・昇降する仕様。通常は助手席が回転・昇降する「助手席スライドアップシート」が設定されるが、ミニバンのエルグランドとセレナには2列目シート左側が回転・昇降する「セカンドスライドアップシート」も設定される。
- ルークス 助手席スライドアップシート
- エルグランド 助手席スライドアップシート
- エルグランド セカンドスライドアップシート
- セレナ 助手席スライドアップシート
- セレナ セカンドスライドアップシート

送迎タイプ
乗降用手すり、グリップ類、オートステップ（セレナはロングステップへの変更も可能）を装備した仕様。キャラバンは10人乗りのワゴンと14人乗りのマイクロバスが設定されており、ワゴンは標準ルーフとハイルーフから選択可能である。
- セレナ 送迎タイプ
- キャラバン 送迎タイプ

乗降サポートパック
グリップ類（乗降用グリップ(助手席・スライドドア助手席側後)、シートバックグリップ(運転席・助手席・セカンドシート)）やシートベルトバックルを容易に引き出すことが可能なストラップ（サードシート左右）を装備しつつ、シートレイアウトをベース車と同一とすることで価格を抑えた送迎向け仕様。メーカーオプションで乗降用グリップをスライドドア運転席側後にも追加したり、ロングステップ&ステップイルミネーションや助手席スライドアップシートを装備することも可能。
- セレナ 乗降サポートパック

### チェアキャブ

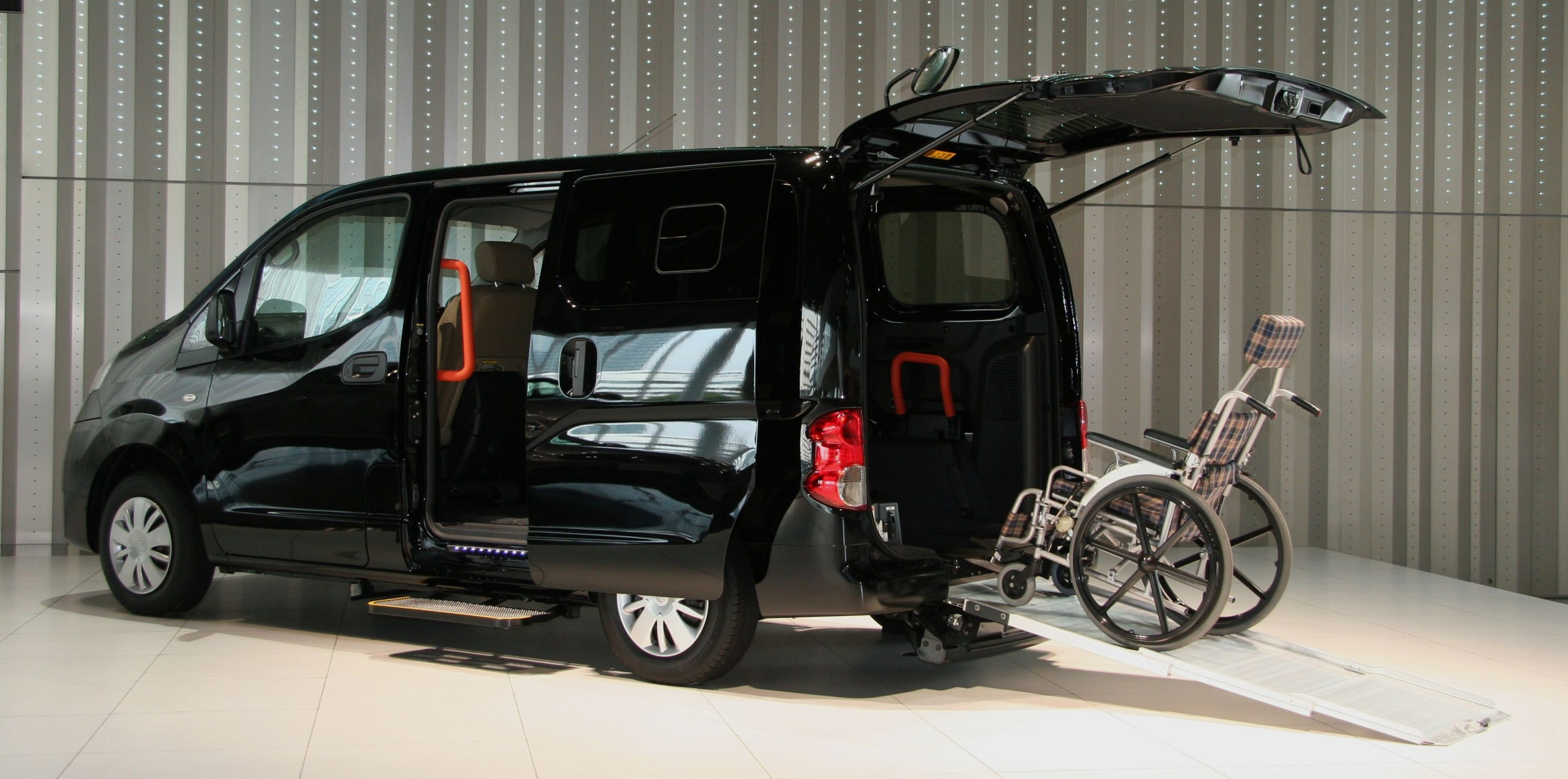
NV200バネット チェアキャブ スロープタイプ

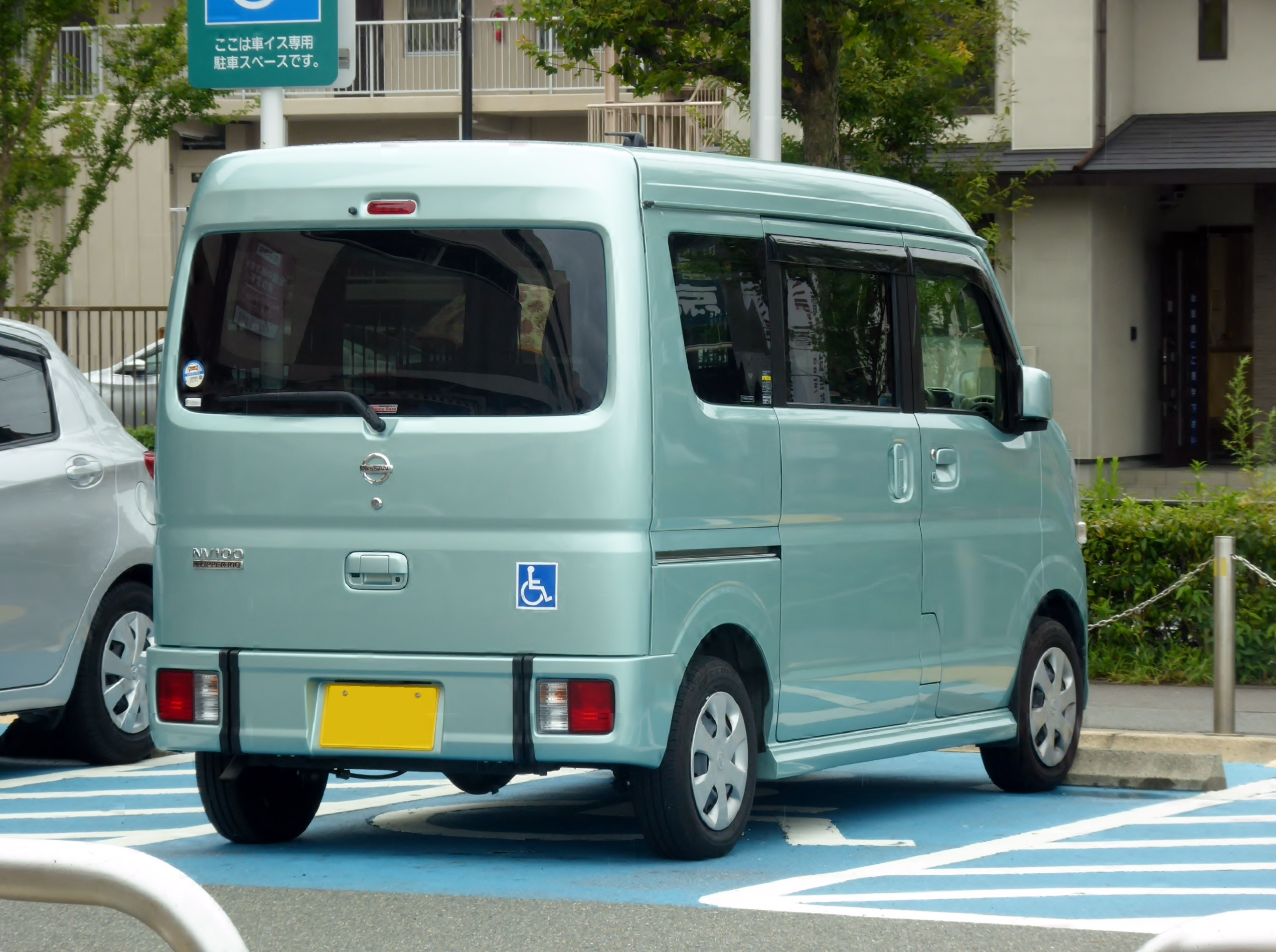
NV100クリッパーリオ チェアキャブ

スロープタイプ
スロープ（車種によりスライド式または折りたたみ式となる）と乗降アシスト装置を装備した仕様。クリッパーリオは単に「チェアキャブ」の名称で販売されているが、折りたたみ式のスロープと乗降アシスト装置にあたる電動ウインチを装備しているため、このタイプにあたる。
- クリッパーリオ
- セレナ スロープタイプ
- NV200バネット スロープタイプ

リフタータイプ
車いすごと乗り降りが可能な電動リフターを装備した仕様。キャラバンは単に「チェアキャブ」の名称で販売されているが、電動リフターを装備しているため、このタイプにあたる。
- セレナ リフタータイプ
- キャラバン

## 過去の販売車種

### アンシャンテ
- ティーダアンシャンテ
- マーチ（2代目、3代目）アンシャンテ
- ADMAXアンシャンテ
- セレナ（初代、2代目、3代目、4代目、5代目）アンシャンテ
- プレーリーアンシャンテ
- エルグランド（初代）アンシャンテ
- キューブ（初代、3代目）アンシャンテ
- ラルゴアンシャンテ
- プレサージュ（初代、2代目）アンシャンテ
- ティーノアンシャンテ
- サニーアンシャンテ
- バサラアンシャンテ
- セドリックアンシャンテ
- グロリアアンシャンテ
- ローレルアンシャンテ
- セフィーロアンシャンテ
- ブルーバードアンシャンテ
- プリメーラ（2代目）アンシャンテ
- パルサーアンシャンテ
- ステージア（初代）アンシャンテ
- アベニールアンシャンテ
- ウイングロード（2代目、3代目）アンシャンテ
- リバティアンシャンテ
- ブルーバードシルフィ（初代）アンシャンテ
- プリメーラアンシャンテ
- プリメーラワゴンアンシャンテ
- シーマアンシャンテ
- モコ（初代、3代目）アンシャンテ
- キューブキュービックアンシャンテ
- ティーダラティオアンシャンテ
- ラフェスタJOYアンシャンテ
- オッティアンシャンテ
- スカイライン（V37）運転席マイティグリップ
- ティアナ（3代目）アンシャンテ
- シルフィアンシャンテ
- リーフ（初代）アンシャンテ
- デイズ（初代）アンシャンテ
- デイズルークスアンシャンテ
- ノート（2代目）アンシャンテ
- NV350キャラバンアンシャンテ
- エクストレイル（3代目）アンシャンテ

### 福祉タクシー
- セドリック福祉タクシー
- クルー福祉タクシー

### チェアキャブ
- キャラバン（3代目）チェアキャブ
- ホーミー（4代目）チェアキャブ
- アトラスロコチェアキャブ
- バネット（2代目、3代目、4代目）チェアキャブ
- セレナ（初代、2代目、3代目）チェアキャブ
- エルグランド（1代目）チェアキャブ
- キューブ（初代、3代目）チェアキャブ
- クリッパーリオ（初代）スロープタイプ
- NV100クリッパー（初代、3代目）チェアキャブ
- NV100クリッパーリオ（3代目）チェアキャブ
- シビリアンチェアキャブ
- NV350キャラバンチェアキャブ

### パーソナルチェアキャブ
- キャラバン（3代目）パーソナルチェアキャブ
- ホーミー（4代目）パーソナルチェアキャブ
- セレナ（1代目）パーソナルチェアキャブ
- ラルゴパーソナルチェアキャブ
- エルグランド（初代）パーソナルチェアキャブ
- セレナ（2代目）パーソナルチェアキャブ

### ドライビングヘルパー
- マーチ（2代目）ドライビングヘルパー
- キューブ（初代）ドライビングヘルパー
- サニードライビングヘルパー
- エルグランド（初代）ドライビングヘルパー
- セレナ（2代目）ドライビングヘルパー
- セドリックドライビングヘルパー
- グロリアドライビングヘルパー
- ローレルドライビングヘルパー
- スカイライン（11代目）ドライビングヘルパー
- セフィーロドライビングヘルパー
- ブルーバードシルフィ（初代）ドライビングヘルパー
- プリメーラドライビングヘルパー
- プリメーラワゴンドライビングヘルパー
- アベニールドライビングヘルパー
- ティーノドライビングヘルパー
- ウイングロード（2代目）ドライビングヘルパー
- バサラドライビングヘルパー
- プレサージュ（初代）ドライビングヘルパー
- リバティドライビングヘルパー
- シルビアドライビングヘルパー
- エクストレイル（初代）ドライビングヘルパー
- モコ（初代）ドライビングヘルパー
- ステージアドライビングヘルパー
- ブルーバードシルフィ（初代）ドライビングヘルパー
- ティアナドライビングヘルパー
- キューブドライビングヘルパー
- マーチ（3代目）ドライビングヘルパー
- キューブキュービックドライビングヘルパー
- フェアレディZドライビングヘルパー
- ティーダラティオドライビングヘルパー
- リーフ（初代）ドライビングヘルパー

### その他
- アトラスロコウィラー・バスモービル

## ディーラーオプションキット
通常の日産車に後付けで架装するキット。使用中の車両に追加することも可能。
- 乗降用グリップ（C27型セレナ用）
- Aピラーアシストグリップ（NV200バネット用）
いずれの場合も、SRSカーテンエアバッグシステムやSRSサイドエアバッグシステムを装着している場合は装着不可。
- 助手席スライドアップシート（Z12型キューブ用）
- チェアキャブ ディーラーオプションキット（NV200バネット、E26型NV350キャラバン用）